# Herakles

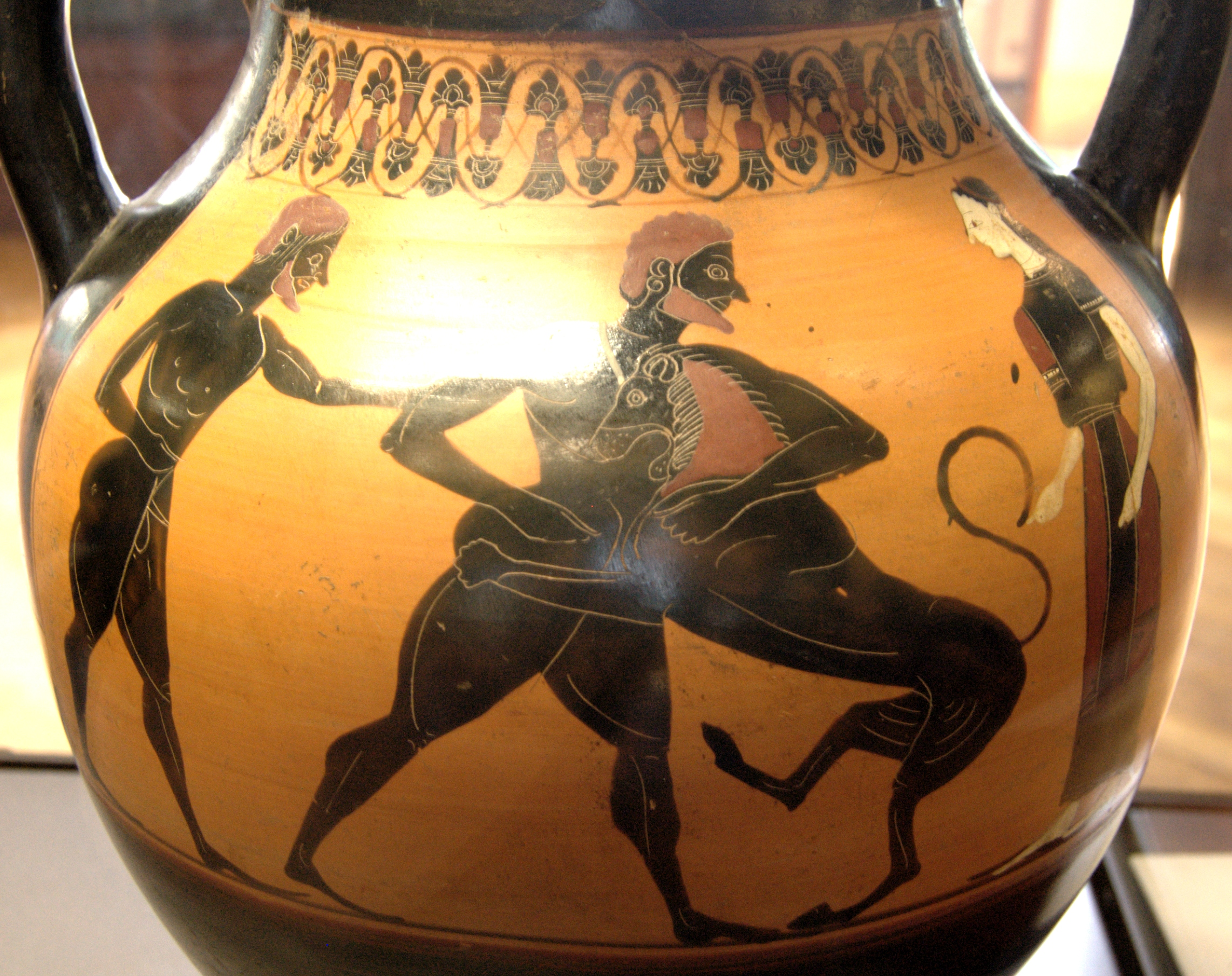
Herakles kämpar med det nemeiska lejonet på en attisk amfora, gjord kring 540 f.Kr.

Herakles, född som Alkaios, var en hjälte i grekisk mytologi. Han var son till Zeus och Alkmena, en dotter till kungen av Mykene. Herakles namn betyder "Heras ära" på grekiska. I romersk mytologi kallades han Hercules. Herakles hade en dödlig tvillinghalvbror, Ifikles, som var son till Amfitryon och Alkmene.

## Mytisk biografi

### Myten om Herakles och Ifikles födelse
Tiryns konung Amfitryon var ute i krig medan hans hustru Alkmene var kvar i palatset. Dagen innan kungen skulle återvända intog guden Zeus skepnaden av Amfitryon och tog sig in i Alkmenes gemak. Överraskad men lycklig över sin makes tidiga hemkomst överöste hon honom med kyssar och ovetande om att han i själva verket var Zeus, gick hon till sängs med honom. För att förlänga sin njutning gjorde Zeus natten tre gånger längre än normalt och på morgonen återvände han till Olympen. 
När den riktiga Amfitryon kom hem förvånades han över att inte välkomnas av sin hustru. Han var även förbluffad över hennes matthet och brist på sexuell glöd, samtidigt som hon förvånades över att maken uppenbarligen hade glömt gårdagens kärleksnatt.
Alkmene blev havande med tvillingsöner och då fick de veta av den vise profeten Teiresias hur det hela egentligen låg till. Den äldste sonen som föddes var Zeus son medan den yngre var kung Amfitryons son. Herakles, den äldre av de två, var som halvgud både större, starkare och vackrare än sin dödliga tvillingbror Ifikles.
I egenskap av son till Zeus var Herakles tilltänkt som Peloponnesos härskare. Emellertid var Zeus' hustru Hera, som alltid, bitter på sin otrogne make. När den högste guden vid ett tillfälle skröt med att den son som föddes i Perseus hus samma dag skulle bli konung, såg Hera till att Herakles kusin Eurystheus föddes före Herakles, varpå kusinen blev Herakles herre. Även fortsättningsvis utspelar sig Herakles liv i skuggan av Heras fientlighet. Hon gör honom vansinnig varpå han tar död på sina barn som han fick med sin första hustru, Megara. Oraklet i Delfi föreskrev honom att utföra en serie uppdrag åt Eurystheus för att sona sitt brott, Herakles tolv stordåd. Efter detta är Herakles befriad från tjänsten hos Eurystheus men fortsätter sedan att utföra många nya och stolta hjältedåd.
Strax efter att Herakles fötts tog Zeus honom upp till Olympen och lade honom vid sin sovande hustru Heras bröst. Ty de barn som drack av gudomlig bröstmjölk blev odödliga. Hera vaknade och stötte förskräckt och ursinnigt bort barnet varpå mjölken skvätte ut över hela universum och bildade Vintergatan (på engelska kallas den "milky way").
Herakles, vars namn ironiskt nog betyder "Heras ära", var föremål för gudinnan Heras vrede och hon förföljde honom ständigt. Alkmene var faktiskt den enda av Zeus älskarinnor som undkom Heras ursinne och anledningen var att hon var omedveten om att hon begått äktenskapsbrott.

### Herakles tolv stordåd

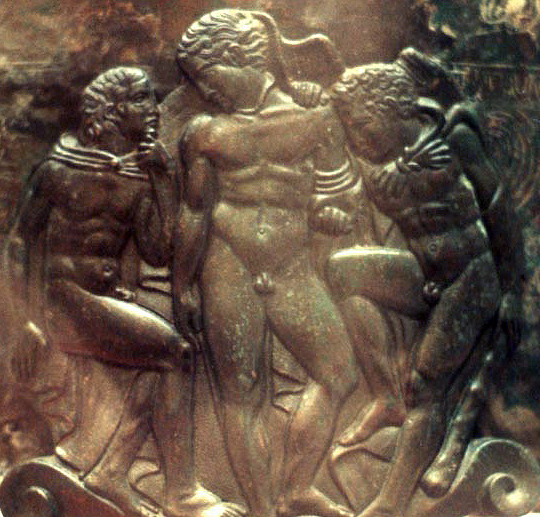
Från vänster: Iolaos, Eros och Herakles.
Etruskisk vas.

Av Eurystheus får han följande uppdrag:
1. att döda det nemeiska lejonet
2. att döda hydran vid Lerna som det växte ut två nya huvuden ur när man högg av ett
3. att fånga den med kopparfötter och gyllene horn försedda kerynitiska hinden
4. att fånga ett fruktansvärt vildsvin som huserade på berget Erymantes i norra Arkadien och föra det till Mykene
5. att rengöra Augeas stall
6. att döda stymfaliderna, de jättelika rovfåglarna
7. att fånga in den ilskna tjur (far till Minotauros[5]) som härjade på Kreta där Minos var kung
8. att hämta de människoätande hästarna från den thrakiske kungen Diomedes
9. att hämta det gyllene bälte som amasonernas drottning Hippolyte en gång fått av krigsguden Ares i gåva
10. att hämta den trehövdade jätten Geryons boskap
11. att hämta de gyllene äpplena från hesperidernas trädgård trots att de bevakades av draken Ladon
12. att hämta upp hunden Kerberos från underjorden

#### Herakles blir slukad av ett sjöodjur
På väg hem från sitt nionde storverk, såg Herakles att prinsessan Hesione skulle offras till ett sjöodjur för att inte Troja skulle förstöras. Herakles räddade Hesione genom att han kastade sig in i odjurets gap, skar upp dennes buk inifrån och dödade vidundret.

#### Herakles stoder
Under färden för att hämta Geryons boskap på ön Erytheia som låg i oceanen kom han till Rifbergen som på den tiden bildade en mur från Spanien till Afrika. För att komma ut i oceanen bröt han upp en passage, det nuvarande Gibraltar sund, och ställde upp de så kallade ”Herakles stoder” på var sin sida därom.

### Herakles död
När Herakles förälskade sig i prinsessan Iole tillredde hans hustru Deianeira ett kärleksmedel av kentauren Nessos blod för att försäkra sig om sin makes trohet. Hon smorde därefter in dennes skjorta med detta. Blodet var emellertid giftigt, och smärtorna som följde gjorde att Herakles lät bygga ett bål, som han besteg och lät sätta eld på, för att få slut på lidandet. Följden blev också att Deianera i förtvivlan berövade sig själv livet. Gudarna mottog den genom smärtan helade hjälten i Olympen och gav honom den unga odödliga Hebe som hustru.

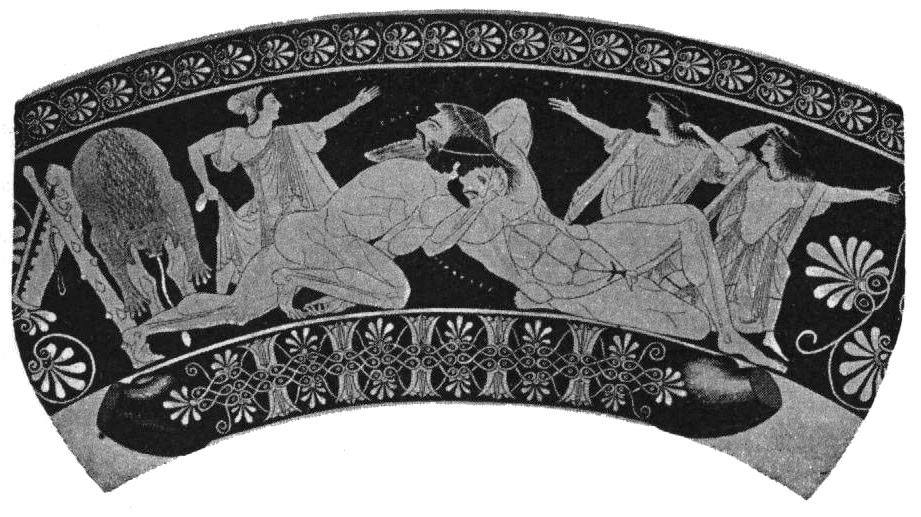
Herakles brottas med jätten Antaios.

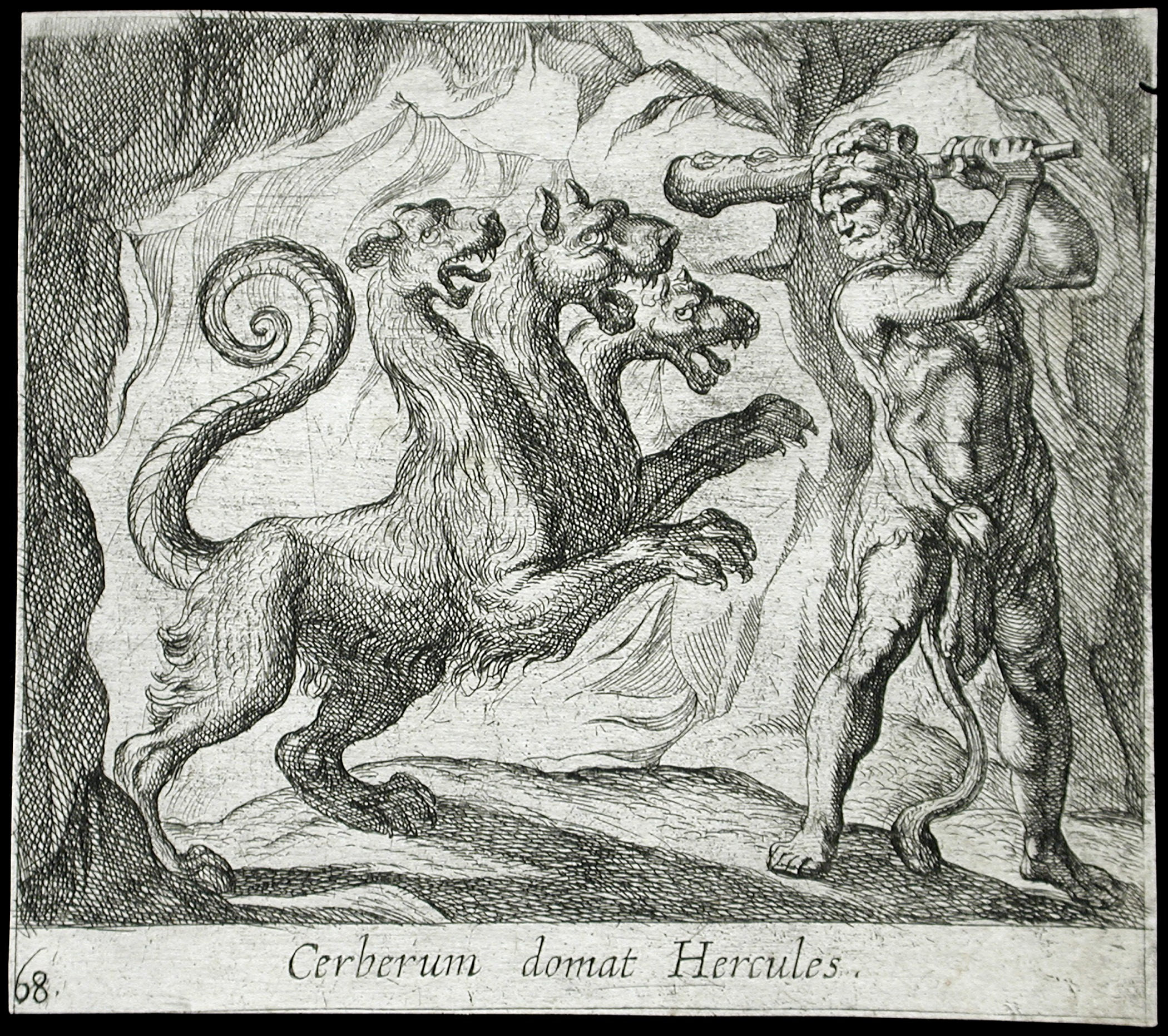
Kerberos och Herakles. Etsning av Antonio Tempesta ca 1600.

## Personlighet
Jämfört med andra hjältar tillåts Herakles aldrig att få några personliga drag: Akilles kan beskrivas som nyckfull och Oidipus som klok, men Herakles heroiska drag får alltid överhanden över de mänskliga. I konsten brukar Herakles framträda som en kraftigt byggd man med en stor klubba.